# Thomas Erdos
Thomas Erdos (Rio de Janeiro, 30 de outubro de 1963) é um piloto automobilístico brasileiro.